# Rudka-Mîrînska, Kovel
Rudka-Mîrînska (în ucraineană Рудка-Миринська) este un sat în comuna Melnîțea din raionul Kovel, regiunea Volînia, Ucraina.

## Demografie
Componența lingvistică a localității Rudka-Mîrînska
     Ucraineană (98,62%)
     Rusă (1,38%)
Conform recensământului din 2001, majoritatea populației localității Rudka-Mîrînska era vorbitoare de ucraineană (98,62%), existând în minoritate și vorbitori de rusă (1,38%).